# Með hækkandi sól
A Með hækkandi sól (magyarul: A felkelő nappal) a Systur izlandi formáció dala, mellyel Izlandot képviselték a 2022-es Eurovíziós Dalfesztiválon Torinóban. A dal 2022. március 12-én, az izlandi nemzeti döntőben, a Söngvakeppninben megszerzett győzelemmel érdemelte ki a dalversenyen való indulás jogát.

## Eurovíziós Dalfesztivál
2022. február 5-én vált hivatalossá, hogy az formáció alábbi dala is bekerült az izlandi eurovíziós nemzeti döntő mezőnyébe. A dalt először a február 26-i első elődöntőben adták elő, ahonnan sikeresen továbbjutottak. A dal március 12-én megnyerte a nemzeti döntőt, ahol az első körben a zsűri és nézői szavazatok együttese, míg a második körben a nézők szavazatai alakították ki a végeredményt, így az alábbi dallal képviselik Izlandot a következő Eurovíziós Dalfesztiválon.
A dalfesztivál előtt Amszterdamban és Madridban, eurovíziós rendezvényeken népszerűsítették versenydalukat.
Az Eurovíziós Dalfesztiválon a dalt először a május 10-én rendezett első elődöntőben adták elő fellépési sorrend szerint tizenkettedikként az Ausztriát képviselő LUM!X feat. Pia Maria Halo című dala után és a Görögországot képviselő Amanda Georgiadi Tenfjord Die Together című dala előtt. Az elődöntőből harmadik helyezettként sikeresen továbbjutottak a május 14-i döntőbe, ahol fellépési sorrendben tizennyolcadikként léptek fel, a Görögországot képviselő Amanda Georgiadi Tenfjord Die Together című dala után és a Molldovát képviselő Zdob și Zdub & Advahov Brothers Trenulețul című dala előtt. A szavazás során a zsűrinél összesítésben a huszonharmadik helyen végeztek 10 ponttal, míg a nézői szavazáson a tizennyolcadik helyen végeztek szintén 10 ponttal, így összesítésben 20 ponttal a verseny huszonharmadik helyezettjei lettek.
A következő izlandi induló Diljá Power című dala volt a 2023-as Eurovíziós Dalfesztiválon.